# Rejon uhnowski
Rejon uhnowski (ukr. Угнівський район) – dawna jednostka podziału administracyjnego Ukraińskiej Socjalistycznej Republiki Radzieckiej (rejon) w Związku Socjalistycznych Republik Radzieckich w latach 1940–1941 i 1944. Należał do obwodu lwowskiego. Siedziba władz rejonu znajdowała się w Uhnowie.
Rejon uhnowski został utworzony 17 stycznia 1940 na podstawie dekretu Prezydium Rady Najwyższej USRR o podziale na rejony zachodnich obwodów USRR, kiedy to w obwodzie lwowskim utworzono 37 rejonów, między innymi uhnowski. Rejon objął obszary na południe od Linii Mołotowa:
- miasto Uhnów;
- całą gminę Bruckenthal;
- prawie całą gminy Wierzbica (bez frgamentu Nowosiółek Przednich);
- prawie całą gminy Hujcze (bez frgamentu Wólki Mazowieckiej).

Obszary te należały przed wojną do powiatu rawskiego w województwie lwowskim.
Rejon uhnowski przestał istnieć wraz z wybuchem wojny niemiecko-radzieckiej 22 czerwca 1941. Jego tereny weszły w skład Landkreis Rawa Ruska dystryktu galicyjskiego Generalnego Gubernatorstwa.
Rejon został odtworzony 23 lipca 1944, po zajęciu tych terenów przez Armię Czerwoną.
W październiku 1944, w wyniku wytyczenia granicy między ZSRR a Polską, 7 rad rejonu uhnowskiego z 10,991 mieszkańcami włączono do Polski (Uhnów, Kornie, Machnów, Nowosiółki Kardynalskie, Nowosiółki Przednie, Poddębce i Wierzbica), gdzie zostały włączony do reaktywowanego powiatu tomaszowskiego w odtworzonym województwie lubelskim. Rady przekształocno w gromady, które weszły w skład przywróconej – a utworzonej przez Niemców – gminy Uhnów. Pozostały, większy obszar rejonu uhnowskiego pozostał co prawda w ZSRR, lecz pozbawiony swojej siedziby – i bez żadnej innej miejscowości mogącej przejąć funkcje siedziby – został on rozwiązany i włączony do rejonu rawskiego: rady wiejskie Chlewczany, Choronów, Domaszów (z częścią Sałaszów), Hujcze (z częścią Sałaszów), Karów, Michałówka (z Józefówką), Ostobuż, Seńkowice, Tehlów, Woronów, Wólka Mazowiecka i Zaborze oraz spalony Bruckenthal.
W ramach umowy o zmianie granic z 15 lutego 1951 niewielką część dawnego rejonu uhnowskiego (z Uhnowem, Zastawiem i Poddębcami) odstąpiono ZSRR. Część ta weszła w skład nowo utworzonego rejonu zabuskiego z siedzibą w Bełzie, w skład którego weszły wszystkie obszary odstąpione ZSRR w zamian za rejon ustrzycki (a więc cała gmina Krystynopol oraz części gmin Bełz, Chorobrów, Dołhobyczów, Uhnów, Tarnoszyn i Waręż).